# TUNAガール
『TUNAガール』（ツナガール）は、2019年に近畿大学の全面協力でNTTぷららと吉本興業が制作した配信ドラマ。主演は小芝風花。安田真奈監督作品。

## 概要
このドラマで描かれるのは、クロマグロの完全養殖を成し遂げた近畿大学水産研究所を舞台に、研究に情熱を注ぎ将来に迷いながらも未来に走り出す「今の若者たち」。和歌山県の串本町を舞台に元気いっぱいのヒロインが、地味ながらも熱い研究所での合宿を通して成長していく姿を描く。
2019年3月28日よりひかりTVで、9月28日からはNetflixで世界配信が開始された。Leminoにて配信継続中。
ドラマとドキュメンタリーの二本同時制作
2016年12月に提携協定を結んだ吉本興業と近畿大学の間でドラマ制作の話が持ち上がり、依頼を受けた安田監督はオリジナル脚本と監督を担当。しかし、監督の取材力が高じてドキュメンタリーも制作することに。そしてその32年もの年月をかけて世界で初めて成功したクロマグロの完全養殖と、今では販売もされている「近大マグロ」について、教授や学生へのインタビューを綴って制作されたドキュメンタリー『海を耕す者たち〜近大マグロの歴史と未来〜』も同時配信されており、あわせて見るとより『TUNAガール』を楽しめる。またドラマには、それぞれ近畿大学出身である升毅が友情出演、つんく♂が主題歌を書き下ろしている。

## あらすじ
近畿大学農学部水産学科3回生の美波（小芝風花）は、春から夏までの半年間、研究合宿のために和歌山の近畿大学水産研究所にやってくる。もっとも彼女はマグロなどにはほとんど興味ない様子で、研究に身を入れる気もなく、そのせいもあってかやることなすこと失敗ばかり。しかし、研究熱心な他の同級生たちのひたむきさに触れ、それぞれの悩みを聞いていくうちに、もともとポジティヴ・シンキングな美波も感化され、次第にやる気を出していくのですが……。

## キャスト
- 高山美波 - 小芝風花[7]
- 須藤亮太 - 藤田富
- 樋口教授 - 星田英利
- 小泉来人 - 金井浩人
- 細野俊 - 遊佐亮介
- 黒田晶 - 田中珠里
- 大戸教授 - 井之上チャル
- 笹倉 - 谷口高史
- 総長 - 升毅

## スタッフ
- 監督・脚本：安田真奈
- 総合監修：世耕石弘
- 統括プロデューサー：古賀俊輔
- チーフプロデューサー：神夏磯秀
- プロデューサー：村本陽介、新野安行
- 撮影：武村敏弘
- 照明：鈴村真琴
- 録音：今西康裕
- 美術：荻原英伸、富田大輔
- スタイリスト：岡本佳子、大内美樹
- ヘアメイク：Key
- 編集：藤沢和貴
- 音楽：原夕輝
- キャスティング：根岸美弥子
- 助監督：佃謙介
- 仕上げ統括：佐藤正晃